# ジャスティン・スティール
ジャスティン・カール・スティール（Justin Carl Steele, 1995年7月11日 - ）は、アメリカ合衆国ミシシッピ州ジョージ郡ルースデール出身のプロ野球選手（投手）。左投左打。MLBのシカゴ・カブス所属。

## 経歴
2014年のMLBドラフト5巡目（全体139位）でシカゴ・カブスから指名され、プロ入り。契約後、傘下のルーキー級アリゾナリーグ・カブスでプロデビュー。9試合（先発4試合）に登板して防御率2.89、25奪三振を記録した。
2015年はA-級ユージーン・エメラルズでプレーし、10試合に先発登板して3勝1敗、防御率2.66、38奪三振を記録した。
2016年はA級サウスベンド・カブスでプレーし、19試合に先発登板して5勝7敗、防御率5.00、76奪三振を記録した。
2017年はA+級マートルビーチ・ペリカンズでプレーし、20試合に先発登板して6勝7敗、防御率2.92、82奪三振を記録した。
2018年はルーキー級アリゾナリーグ・カブス、A+級マートルビーチ、AA級テネシー・スモーキーズでプレーし、3球団合計で11試合に先発登板して2勝2敗、防御率2.31、53奪三振を記録した。オフにはアリゾナ・フォールリーグに参加し、メサ・ソーラーソックスに所属した。11月20日にはルール・ファイブ・ドラフトでの流出を防ぐために40人枠入りした。
2019年はAA級テネシーでプレーし、11試合に先発登板して0勝6敗、防御率5.59、42奪三振を記録した。
2020年8月2日にメジャー初昇格を果たしたが、登板機会が無いまま6日にマイナーキャンプ送りとなった。また、新型コロナウイルスの影響でマイナーリーグの試合が開催されず、この年は公式戦の登板が無かった。
2021年は4月12日にメジャー昇格し、同日のミルウォーキー・ブルワーズ戦でメジャーデビュー。この年メジャーでは20試合（先発9試合）に登板して4勝4敗、防御率4.26、59奪三振を記録した。
2023年7月2日にナショナルリーグ選抜で初となるオールスターゲームに選出された。この年は30試合に先発登板して173.1イニングを投げ、16勝5敗、防御率3.06、176奪三振を記録し、サイ・ヤング賞投票では5位に入った。
2024年は自身初となる開幕投手に選出されたが、テキサス・レンジャーズとの開幕戦で左ハムストリングを肉離れし、故障者リストに入った。5月に左ハムストリングの負傷から復帰したが、9月に左肘の炎症で再度故障者リストに入り、9月18日のオークランド・アスレチックス戦で復帰した。この年は24試合に先発登板して134.2イニングを投げ、5勝5敗、防御率3.07、135奪三振を記録した。
2025年4月7日のレンジャーズ戦で左肘を痛め、4月18日に左尺側側副靭帯の再修復手術を受けた。

## 選手としての特徴
150km/h台前半のフォーシームとスライダーの2球種が投球全体の大半を占めている。メジャー昇格当初はシンカーとカーブも多用していたが、メジャー2年目からはあまり投げなくなった。また、チェンジアップも投げるがどれも5%に満たない。

## 詳細情報

### 年度別投手成績
| 年 度    | 球 団    | 登 板 | 先 発 | 完 投 | 完 封 | 無 四 球 | 勝 利 | 敗 戦 | セ 丨 ブ | ホ 丨 ル ド | 勝 率 | 打 者 | 投 球 回 | 被 安 打 | 被 本 塁 打 | 与 四 球 | 敬 遠 | 与 死 球 | 奪 三 振 | 暴 投 | ボ 丨 ク | 失 点 | 自 責 点 | 防 御 率 | W H I P |
| -------- | -------- | ----- | ----- | ----- | ----- | -------- | ----- | ----- | -------- | ----------- | ----- | ----- | -------- | -------- | ----------- | -------- | ----- | -------- | -------- | ----- | -------- | ----- | -------- | -------- | ------- |
| 2021     | CHC      | 20    | 9     | 0     | 0     | 0        | 4     | 4     | 0        | 1           | .500  | 248   | 57.0     | 50       | 12          | 27       | 2     | 5        | 59       | 0     | 0        | 29    | 27       | 4.26     | 1.35    |
| 2022     | CHC      | 24    | 24    | 0     | 0     | 0        | 4     | 7     | 0        | 0           | .364  | 512   | 119.0    | 111      | 8           | 50       | 0     | 3        | 126      | 4     | 1        | 53    | 42       | 3.18     | 1.35    |
| 2023     | CHC      | 30    | 30    | 0     | 0     | 0        | 16    | 5     | 0        | 0           | .762  | 716   | 173.1    | 167      | 14          | 36       | 0     | 7        | 176      | 9     | 1        | 71    | 59       | 3.06     | 1.17    |
| 2024     | CHC      | 24    | 24    | 1     | 0     | 0        | 5     | 5     | 0        | 0           | .500  | 555   | 134.2    | 111      | 12          | 37       | 0     | 4        | 135      | 1     | 0        | 54    | 46       | 3.07     | 1.10    |
| MLB：4年 | MLB：4年 | 98    | 87    | 1     | 0     | 0        | 29    | 21    | 0        | 1           | .580  | 2031  | 484.0    | 439      | 46          | 150      | 2     | 19       | 496      | 14    | 2        | 207   | 174      | 3.24     | 1.22    |

- 2024年度シーズン終了時

### 年度別守備成績
| 年 度 | 球 団 | 投手（P） | 投手（P） | 投手（P） | 投手（P） | 投手（P） | 投手（P） |
| 年 度 | 球 団 | 試 合     | 刺 殺     | 補 殺     | 失 策     | 併 殺     | 守 備 率  |
| ----- | ----- | --------- | --------- | --------- | --------- | --------- | --------- |
| 2021  | CHC   | 20        | 1         | 9         | 0         | 1         | 1.000     |
| 2022  | CHC   | 24        | 4         | 3         | 1         | 1         | .875      |
| 2023  | CHC   | 30        | 4         | 11        | 3         | 0         | .833      |
| 2024  | CHC   | 24        | 3         | 7         | 0         | 0         | 1.000     |
| MLB   | MLB   | 98        | 12        | 30        | 4         | 2         | .913      |

- 2024年度シーズン終了時

### 記録
- MLBオールスターゲーム選出：1回（2023年）

### 背番号
- 35（2021年 - ）